# 日本冷凍空調学会
公益社団法人日本冷凍空調学会（にほんれいとうくうちょうがっかい、英称: Japan Society of Refrigerating and Air Conditioning Engineers、略称 :JSRAE）とは、冷凍・冷蔵技術とそれに 関連する学術技術の発展と普及を目的として1925年（大正14年）に設立された学会である。

## 概要
1925年（大正14年）に民法上の社団法人として設立された。初代会長は和合英太郎。総会員数は個人会員3899名、法人会員231社(2017年3月31日時点)。
毎年10月に年次大会を開催。2008年の民法改正により自動的に特例社団法人（団体名称は従前通り「社団法人」を使用）となったのち、2011年に公益法人認定法による内閣総理大臣認定を経て、同法上の公益社団法人へ移行している。

## 事業展開
- 技術普及及び技術者育成などの教育事業
- 国際冷凍学会などとの連携・協力による国際交流事業
- 調査・資料収集及び技術開発・研究開発などの調査研究事業
- 資格認定及び表彰による学術評価事業
- その他目的を達成するために必要な事業

など幅広い事業を展開しており、冷凍・空調機械技術と、食品、エネルギー、環境問題などの周辺技術に関する振興を目指して活動している。

## 沿革
- 1925年（大正14年） - 日本冷凍協会設立
- 1930年（昭和5年） - 社団法人認可（農林省水産庁 現:農林水産省）
- 1937年（昭和12年） - 国際冷凍協会（IIR）日本研究委員会発足（日本側窓口となる）
- 1956年（昭和31年） - 冷凍技術士制度発足（昭和32年に冷凍技士、 昭和37年に冷凍空調技士と改め）
- 1966年（昭和41年） - 食品冷凍技士制度発足
- 1978年（昭和53年） - ASHRAEのInternational Associate(国際友好団体)に加入
- 1984年（昭和59年） - "日本冷凍協会論文集"創刊
- 1990年（平成2年） - 通信教育「初級冷凍空調講座」開講
- 1997年（平成9年） - 日本冷凍空調学会と名称変更
- 2011年（平成23年） - 公益社団法人日本冷凍空調学会に変更
- 2012年（平成24年） - 中国制冷学会（CAR）と協定を結ぶ
- 2015年（平成27年） - 第24回国際冷凍会議（ICR2015）日本開催

## 順位別事業所別会員数
- 三菱電機ビルテクノサービス株式会社　　　　　　212名
- 三菱電機株式会社　　　　　　　　　　　　　　　128名
- ダイキン工業株式会社　　　　　　　　　　　　　109名
- パナソニック株式会社　　　　　　　　　　　　　　92名
- 東芝キャリア株式会社　　　　　　　　　　　　　　73名
- 株式会社九電工　　　　　　　　　　　　　　　　　69名
- 三菱重工冷熱株式会社　　　　　　　　　　　　　　66名
- 日立ジョンソンコントロールズ空調株式会社　　　　58名
- 株式会社前川製作所　　　　　　　　　　　　　　　54名
- 日立アプライアンス株式会社　　　　　　　　　　　41名
- 株式会社日立製作所　　　　　　　　　　　　　　　38名
- 三菱重工業株式会社　　　　　　　　　　　　　　　33名
- 株式会社ダイキンアプライドシステムズ　　　　　　29名
- 新日本空調株式会社　　　　　　　　　　　　　　　26名
- 株式会社デンソー　　　　　　　　　　　　　　　　25名

（以上、2018年3月31日現在）